# Страшна дилема
Страшна дилема (фр. Cruel dilemme) је шеста епизода прве сезоне серије Код Лиоко.

## Опис
Господин Делмас показује ученицима изградњу тркачке стазе испред сале за физичко уз сарадњу Министарства просвете. Док говори колико је битно, Од, Јуми и Улрик разговарају, знајући да Џереми ради на програму за Аелитину материјализацију. У међувремену, он јавља Аелити да је потребно још мало времена да се програм употпуни. Она је узбуђена, док је Џереми сам уверен да ће успети. Покреће тест-програм, само како не би успео. Аелита га уверава да ће успети, он иде да се мало одмори.
Од улази у Џеремијеву собу и угледао је бомбоне и убрзо узео кесицу да их једе. Џереми га је приметио и позвао, због чега је овај испустио кесицу из које су се неколико бомбона просуле по тастатури. Док је Џереми чистио своју тастатуру, схватио је да је програм модификован и покренут, и овај пут завршен исправно! Међутим, Џереми има само један покушај јер није видео шта су бомбоне укуцале.
Јуми и Улрику се није свидела опција да већ материјализују Аелиту услед неприпремљености. Ипак, након разговора, одлучују да почну са припремама од ујутру. Џереми не може да спава, па зато почиње да разговара са Аелитом. У међувремену, Ксенин спектар опседа булдожере за изградњу тркачке стазе. Џереми разговара са Аелитом о ономе што ће да открије, али она у том тренутку осети Ксену. Џереми чује буку булдожера: Ксена напада. Девојка добија задатак да се сакрије у деактивирани торањ. Геније буди Ода и Улрика. У међувремену, булдожери јуре по дворишту. Од и Улрик ће покушати да их зауставе, док ће Џереми ићи у фабрику и упозорити Јуми. Она добија позив и Улрику не иде од руке да заустави булдожер. У Лиоку, Аелита полако стиже до торња, док Од стиже до фабрике путем канализације. Улрик се јавља, кога булдожери усмеравају на фабрику. Џеремијев љубичасти пријатељ бива виртуелизован у Лиоко.
Булдожери проваљују у фабрику и Улрик доживљава сударе. Џереми чује буку, немајући више контакт, док Јуми јури до фабрике. У међувремену Аелита и Од прате пулсације, кад их нападају канкрелати. На фабричком поду, Јуми налази несвесног Улрика у булдожеру. Од се бори са канкрелатима док губи доста животних поена. Булдожер јури ка зиду у фабрици док Јуми спасава Улрика и води га у лабораторију. На поду лабораторије налазе се делови плафона. Јуми иде у собу са скенерима, булдожери уништавају све око себе. Од намерава да уништи последњег канкрелата, али изненадно добија визију како Јуми пада у дигиталну празнину и бива девиртуелизован, док она уништава канкрелата. Од Џеремију каже шта му се управо десило. Улрик каже да ће јој помоћи, иако је очито повређен. Аелита стиже до торња, али јој пут блокира мегатенк. Она се налази на месту где је Јуми пала у визији, док Улрик бива виртуелизован.
Аелита покушава да побегне од мегатенка, који се стално репозиционише за бољу перспективу. Баш када мегатенк пуца завршни ласер, Јуми се забија у њега. Ласер је депозициониран и огромна кугла пада у дигитално море, остављајући саму Јуми на ивици рупе. Аелита улази у торањ, док Јуми почиње да клизи. Фабрика се полако распада. Улрик јури да спаси Јуми, али, на жалост, пре него што је могао да је ухвати, Јуми је изгубила захват и почела да пада у дигитално море. Аелита је деактивирала торањ, али је прекасно да се Јуми спаси. Потом Џереми почиње повратак у прошлост, враћајући све остале на почетак дана.
У лабораторији, Од, Аелита, Улрик и Џереми размишљају о томе шта да чине. Постоји решење, а то је програм за материјализацију једнократне употребе, али само Јуми или Аелита могу да се врате, не обе. Ово је заиста страшна дилема. Џереми одлучује да врати Јуми јер је она већ део њиховог света. Аелита каже да може да чека, док он налази Јуми у дигиталној празнини и враћа је.
Џереми каже да је и срећан и тужан без обзира на материјализациони програм. Аелита каже да верује у њега и да ће је он једног дана вратити. У канализационим тунелима, сви окружују Џеремија. Од му нуди бомбону, а Јуми додаје да бомбона може да чак и сломљено срце исправи. Он затим гута слаткиш.

## Емитовање
Епизода је премијерно емитована 8. октобра 2003. у Француској. У Сједињеним Америчким Државама је емитована 26. априла 2004.